# 그리다
"그리다"는 2017년에 개봉한 대한민국의 영화이다.

## 캐스팅
평양냉면
- 서준영 : 전상범 역
- 전영운 : 아버지 역
- 홍여진 : 어머니 역
- 한가림 : 윤영안 역
- 서덕 : 어린 전상범 역
- 김인권 : 주민센터직원 역
- 신정훈 : 병원의사 역
- 이인선 : 병원환자 역
- 김성 : 냉면집 손님 역
- 정수진 : 냉면집 손님 역
- 김산 : 냉면집 손님 역
- 김형근 : 냉면집 손님 역
- 조연수 : 냉면집 손님 역
- 최연우 : 냉면집 손님 역
- 안지선 : 냉면집 손님 역
- 이고은 : 냉면집 손님 역
- 김가애 : 냉면집 손님 역

관계의 가나다에 있는 우리는
- 황상경 : 상경 역
- 박지연 : 지연 역
- 박혜진 : 앵두 역
- 문창길 : 일산 역
- 장준휘 : 도서관 사서 역
- 신승리 : 앵두 손녀 역

림동미
- 고은민 : 림동미 역
- 정인기 : 최영철 역
- 임형택 : 마고혁 역
- 배호근 : 박우영 역
- 신동미 : 김미선 역 (우정출연)